# Montgomery Gentry
Montgomery Gentry es un grupo estadounidense de música country compuesto por los vocalistas Eddie Montgomery y Troy Gentry, ambos originarios de Kentucky. 
El grupo se forma en 1999 y es conocido por sus influencias de rock sureño. Ha colaborado con Charlie Daniels, Toby Keith, Five for Fighting y miembros de The Allman Brothers Band.
Montgomery Gentry ha sacado seis álbumes de estudio con la División de Nashville de la Columbia Records: Tattoos & Scars (1999), Carrying On (2001), My Town (2002), You Do Your Thing (2004), Some People Change (2006) y Back When I Knew It All (2008) y una caja de grandes éxitos. 
Los álbumes han producido más de 20 singles en los Billboard Hot Country Songs charts, entre los que destacan los números 1 "If You Ever Stop Loving Me", "Something to Be Proud Of", "Lucky Man", "Back When I Knew It All" y "Roll with Me". 
El 8 de septiembre de 2017 Troy Gentry sufrió un accidente de helicóptero en Medford, Nueva Jersey, cuando iba a una actuación del duo. Después del fallecimiento, Eddie Montgomery decidió seguir con el nombre del grupo, como integrante único.

## Álbumes
- Tattoos & Scars (1999)
- Carrying On (2001)
- My Town (2002)
- You Do Your Thing (2004)
- Some People Change (2006)
- Back When I Knew It All (2008)
- Rebels on the Run (2011)
- Folks Like Us (2015)
- Here's to you (2018)